# ناحیه کوزوو-پوموراولیه
ناحیه کوزوو-پوموراولیه (به صربی: Kosovo-Pomoravlje District) یک تقسیمات کشوری صربستان در صربستان است که در استان خودمختار کوزوو و متوهیا واقع شده‌است. ناحیه کوزوو-پوموراولیه ۲۱۷٬۷۲۶ نفر جمعیت دارد.